# Lucy Stephan
Lucy Stephan (Melbourne, 10 december 1991) is een Australisch roeister.
Stephan nam tweemaal deel aan de Olympische Spelen en won tijdens de spelen van Tokio de gouden medaille in de vier-zonder. Stephan werd tweemaal wereldkampioen in de vier-zonder, van de kampioensploeg van 2019 was ze de enige die ook olympisch kampioen werd, de andere drie maakte de overstap naar de acht.

## Resultaten

### Olympische Zomerspelen
| Jaar | Plaats         | Resultaten        |
| ---- | -------------- | ----------------- |
| 2016 | Rio de Janeiro | 7e in de acht     |
| 2021 | Tokio          | in de vier-zonder |

### Wereldkampioenschappen roeien
| Jaar | Plaats              | Resultaten        |
| ---- | ------------------- | ----------------- |
| 2013 | Chungju             | 5de in de acht    |
| 2014 | Amsterdam           | in de twee-zonder |
| 2015 | Aiguebelette-le-Lac | 5de in de acht    |
| 2017 | Sarasota            | in de vier-zonder |
| 2018 | Plovdiv             | in de vier-zonder |
| 2019 | Ottensheim          | in de vier-zonder |
| 2022 | Račice              | in de vier-zonder |

1992: Kirsten Barnes & Brenda Taylor &  Jessica Monroe & Kay Worthington ·
2020: Lucy Stephan & Rosemary Popa & Jessica Morrison & Annabelle McIntyre ·
2024: Marloes Oldenburg & Hermijntje Drenth & Tinka Offereins & Benthe Boonstra